# Каудете-де-лас-Фуентес

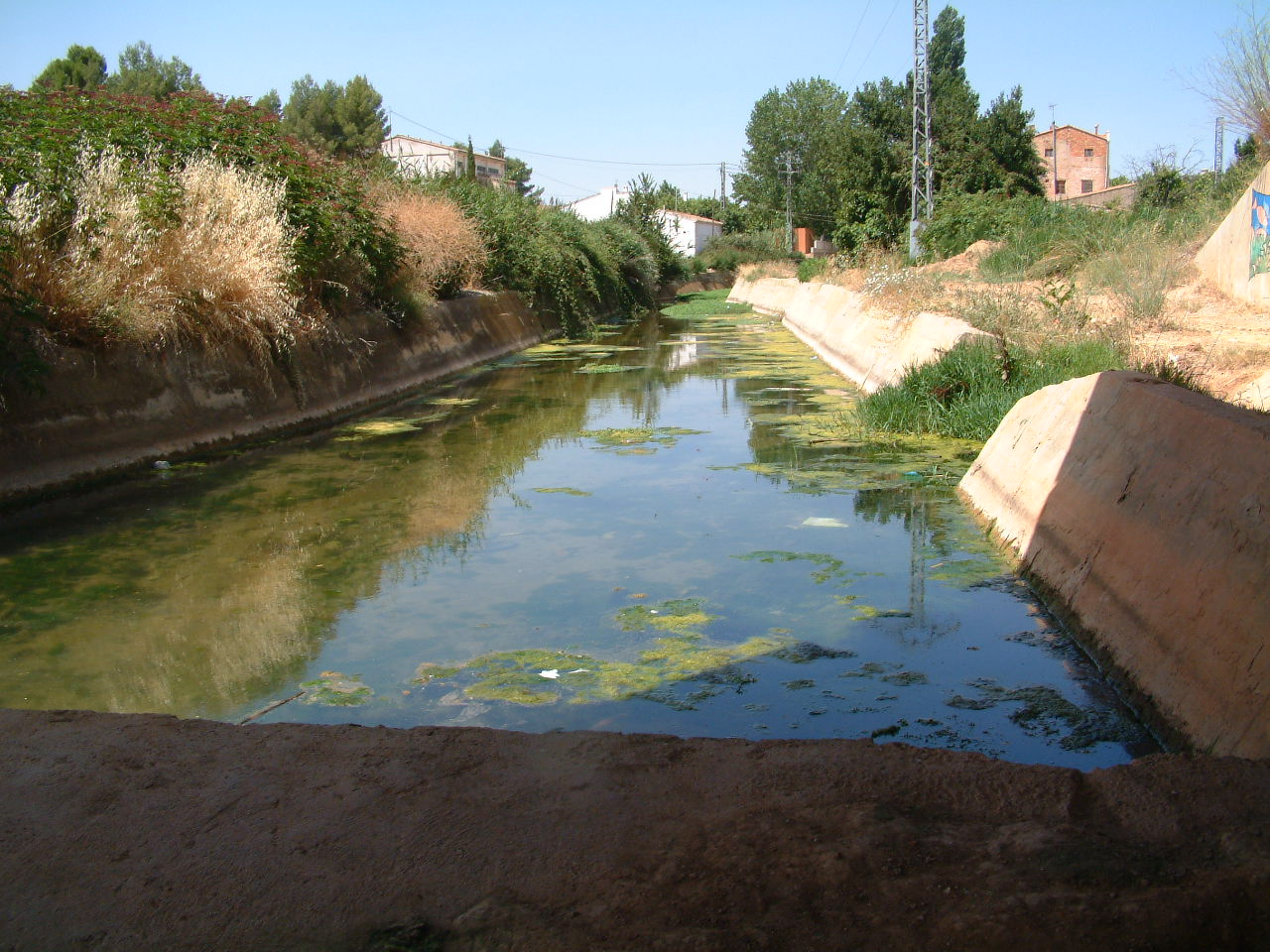

Каудете-де-лас-Фуентес (ісп. Caudete de las Fuentes) — муніципалітет в Іспанії, у складі автономної спільноти Валенсія, у провінції Валенсія. Населення — 760 осіб (2010).

## Географія
Муніципалітет розташований на відстані близько 230 км на південний схід від Мадрида, 75 км на захід від Валенсії.

## Демографія
Динаміка населення (INE ):

## Галерея зображень

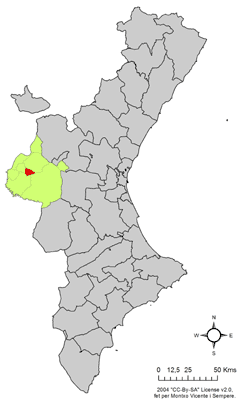
Розташування муніципалітету Каудете-де-лас-Фуентес у автономній спільноті Валенсія
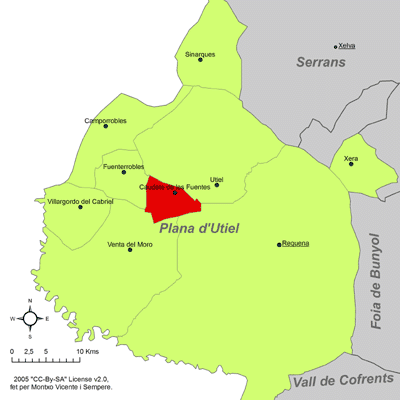
Розташування муніципалітету Каудете-де-лас-Фуентес у комарці Рекена-Утьєль